# Favonius subgrisea
Favonius subgrisea är en fjärilsart som beskrevs av Alfred Ernest Wileman 1911. Favonius subgrisea ingår i släktet Favonius och familjen juvelvingar. Inga underarter finns listade i Catalogue of Life.